# IS11PT
MIRACH IS11PT（ミラク あいえす いちいち ぴーてぃー）は、韓国のパンテック（パンテック・ワイヤレス・ジャパン）によって開発された、auブランドを展開するKDDIおよび沖縄セルラー電話のISシリーズの一つで、CDMA 1X WIN対応ストレート型スマートフォンである。製造型番はPTI11（ぴーてぃーあい いちいち）。本項では法人向けの同型機種にあたるビジネススマートフォン EIS01PT（いーあいえす ぜろいち ぴーてぃー、製造型番はPT01E）についても便宜上記述する。

## 概要
- 既存のSIRIUS α IS06（PTI06）を基本に再設計・再開発され、30～60代のユーザー、ならびにスマートフォン初心者を対象にしたAndroid 2.3.4搭載（工場出荷時）のスマートフォンである。スマートフォンの初心者でも利用し易いように、メーカーの独自ユーザーインターフェースの「シンプルモード」が用意されており、通常モードと切り替えて利用する事が可能。ちなみに「シンプルモード」では、左右のフリックでホーム画面が切り替わるといった操作が割愛され、メニュー画面も既存のフィーチャーフォン風の分割したグリッドアイコンのメニューが用いられている。IS06同様、レベル2SIMロックはかかっていない。
- また、同キャリア向けとしては初の試みとなるUMTS（HSDPA／W-CDMA・最大7.2Mbps）のデータ通信方式にも対応している。 こちらについては、グローバルパスポートGSMのデータ通信サービスのひとつに位置づけられており、UMTSデータローミング対応エリアで利用する形になる。なお、KDDIの動作保証外だが、海外のUMTS事業者のUIMカードを差し込んだ場合、UMTS方式での音声通信も可能だが、データ通信は仕様上の理由からできないとしている。
- 商品名の由来である「MIRACH」（ミラク）は同社が韓国で提供しているモデルと同名であり、SIRIUS α IS06の「SIRIUS」（シリウス）と同様、アンドロメダ座の名前から名付けられている。
- EIS01PTはISシリーズ初の法人向け機種で、機能面に関してはIS11PTにほぼ準拠している。ただし搭載されているアプリなどは法人向けのアプリとなる。ただし本体色はブラックのみ。
- 本機に限らず、同社製のau向けAndroidスマートフォンはUSB規格ピンアサインのD+D-を探知し、本体がデータ転送モードと充電モードを分ける仕組みになっており、パソコンのUSBケーブルではパソコンや一部のモバイルバッテリーから充電する事が不可能で、特に安価な海外製AC-USB充電器では通常ピンアサインのUSBポートを使用していることがあるため充電できない。この場合充電専用のUSBケーブルか、データ/充電切り替えスイッチつきのUSBケーブルを使用する必要がある。充電規格は約500mAでUSB出力電流が低いパソコンでは満充電できない、もしくはバッテリーの寿命に悪影響を及ぼすことが考えられる。

## 歴史
MIRACH IS11PT
- 2011年（平成23年）7月21日 - KDDI、およびパンテックワイヤレスジャパンより公式発表。
- 2011年7月28日 - 連邦通信委員会（FCC）を通過[6]。
- 2011年9月22日 - 北陸・関西・中国・九州・沖縄地区にて先行発売。
- 2011年9月23日 - 上記以外の残りの地区にて発売。
- 2011年12月下旬 - KDDIが提供するフィーチャー・フォン風UIを用いたユーリティ・ツール「かんたんメニュー」に対応した。
- 2013年（平成25年）1月上旬 - 販売終了。

EIS01PT
- 2011年7月22日 - KDDI、およびパンテックワイヤレスジャパンより公式発表。
- 2011年7月28日 - 連邦通信委員会（FCC）を通過。
- 2011年9月20日 - 全国にて一斉発売。
- 2013年3月下旬 - 販売終了。

MIRACH IS11PT・EIS01PT共通
- 2012年（平成24年）7月22日 - L800MHz（旧800MHz帯・CDMA Band Class 3）帯エリアによるサービスの停波によりそれ以降はN800MHz（新800MHz帯・CDMA Band　Class 0 Subclass2）帯エリアおよび2GHz（CDMA Band Class 6）帯エリアの各サービスで利用する事となる。

## プリインストールアプリ
- GREEマーケット
- au oneマーケット
- Facebook
- LISMO Book Store
- NHK ON!（NHKの番組動画視聴専用メディアプレーヤー）
- au Wi-Fi接続ツール
- YouTube
- jibeアドレス帳

ほか

## 主な機能・サービス
- 多国語機能対応（日本語・英語・韓国語・中国語・ポルトガル語[7]）
- 重ね書き手書き文字認識
- 音声コマンド
- Skype

※PCサイトビューアーは装備されていないものの、PC向けWebブラウザと同等のアプリケーションが標準装備されている。
| 主な機能・対応サービス                                                        | 主な機能・対応サービス                                           | 主な機能・対応サービス                                                           | 主な機能・対応サービス                                                  |
| ----------------------------------------------------------------------------- | ---------------------------------------------------------------- | -------------------------------------------------------------------------------- | ----------------------------------------------------------------------- |
| LISMO! for Android Androidオリジナルメディアプレーヤー                        | EZケータイアレンジ                                               | バーコードリーダー&メーカー                                                      | PCサイトビューアー                                                      |
| au BOX                                                                        | ワイヤレスミュージック                                           | au Smart Sports Run & Walk Karada Manager ゴルフ フイットネス カロリーカウンター | EZナビウォーク                                                          |
| EZ助手席ナビ                                                                  | 安心ナビ                                                         | 災害時ナビ                                                                       | ナカチェン                                                              |
| EZアプリ FullGame! Bluetooth対戦                                              | EZアプリ(BREW)                                                   | オープンアプリプレイヤー                                                         | ドキュメントビューアー                                                  |
| アレンジメニュー                                                              | au oneガジェット マルチプレイウィンドゥ クイックアクセスメニュー | かんたんメニュー ※IS11PTのみ対応 じぶん銀行アプリ                                | EZ FM                                                                   |
| EZチャンネル EZチャンネルプラス EZニュースフラッシュ EZニュースEX (Android版) | Bluetooth                                                        | Touch Message                                                                    | EZFeliCa                                                                |
| Cメール PCメール                                                              | デコレーションメール                                             | デコレーションアニメ                                                             | au one メール EZwebメール                                               |
| 緊急通報位置通知 緊急地震速報                                                 | ワンセグ                                                         | グローバルパスポート (CDMA・GSM・GPRS・UMTS)                                     | WIN HIGH SPEED 赤外線通信 (IrDA) 無線LAN機能 (Wi-Fi WIN) auフェムトセル |

- 安心セキュリティパックは、ウイルスバスターモバイル for auのみ対応（ただし、ソフトウェアアップデート適用後、利用可能）

## ケータイアップデート
- 2011年11月22日に最初のケータイアップデートが配信された[12]。アップデートで修正される内容は次の通り。
  - Eメール受信中のメール操作が可能となる。
  - 受信ボックス、送信ボックスのメールを選択して、削除可能となる機能が追加される。
  - 法人ユーザー向け新サービス「KDDI　3LM　Security」に対応となる。（EIS01PTのみ）
- 2011年11月22日に2回目のケータイアップデートが配信された[13]。アップデートで修正される内容は次の通り。 
  - 一部のmicroSDメモリにて、保存ファイルが起動できない場合がある。
- 2012年2月2日に3回目（EIS01PTは2回目）のケータイアップデートが配信された[14]。アップデートで修正される内容は次の通り。
  - 一部のmicroSDメモリにて、保存ファイルが起動できない場合がある[15]。（EIS01PTのみ）
  - ブラウザを利用してインターネット接続する際に、接続に時間が掛かる場合がある。
- 2012年4月10日に4回目（EIS01PTは3回目）のケータイアップデートが配信された[16]。アップデートで修正される内容は次の通り。
  - ブラウザのダウンロード履歴を削除するとダウンロードした画像がギャラリーから削除される場合がある。
  - Exchange Active Syncにてアドレス帳を同期すると、Exchange Serverのアドレス帳が重複して作成される場合がある。（EIS01PTのみ）

## 注
1. ↑  2012年7月23日より利用不可
2. ↑  CDMA2000 1xMCおよびCDMA2000 1xEV-DO MC-Rev.Aでの場合。UMTSの場合850MHz/2.1GHzとなる（データ通信のみ）。
3. ↑  GSMでの場合。GPRSは850/1900MHzとなる。
4. ↑  最厚部・約12.9mm
5. ↑  対応プロファイルはHSP、HFP、A2DP、AVRCP、OPP、PBAP、SPP
6. ↑  シンプルモードは日本語と英語のみ対応
7. ↑  対応フォーマットはMP3、WMA、AAC、H264（MP4）
8. ↑  別途、au one Marketからのダウンロードにて対応
9. ↑  au「かんたんメニュー」 - KDDI
10. ↑  無線LAN（Wi-Fi）環境下での送受信には非対応
11. ↑  au携帯電話の「ケータイアップデート」についてのお知らせ (au) - 2011年11月22日
12. ↑  「MIRACH IS11PT」の「ケータイアップデート」についてのお知らせ (au) - 2011年12月22日
13. ↑  「MIRACH IS11PT・EIS01PT」の「ケータイアップデート」についてのお知らせ (au) - 2012年2月2日
14. ↑  IS11PTは2011年12月22日公開のケータイアップデートにて対応済み。
15. ↑  「MIRACH IS11PT・EIS01PT」の「ケータイアップデート」についてのお知らせ (au) - 2012年4月10日